# Zborul (roman)
Zborul este un roman pentru copii scris de Angie Sage și lansat în martie 2006.

## Rezumat
A trecut un an de când Septimus Heap și-a descoperit familia și adevărata sa chemare de vrăjitor. Ca Ucenic al Vrăjitorului NeObișnuit Marcia Overstrand, el învață minunata artă a   Descântecelor, Vrăjilor și a altor forme de Magie, în vreme ce Jenna se  obișnuiește încet-încet cu viața de Prințesă și se bucură de libertatea din Castel.
Și totuși, ceva sinistru se petrece. Marcia este urmărită în permanență de o Umbră întunecată amenințătoare, iar fratele lui Septimus, Simon, pare să dorească o răzbunare pe care nimeni nu o înțelege. De ce mai plutește în aer Magia Întunecată?
Dând frâu liber fanteziei, Angie Sage continuă aventurile lui Septimus Heap cu bine cunoscutul ei umor și toate detaliile ingenioase pe care cititorii deja le-au îndrăgit.

## Continuare
- Continuarea seriei: Leacuri - vol. 3 din seria Septimus_Heap